# Som uzbec
Somul uzbec este moneda națională a Uzbekistanului.